# U-461
 Denne artikel bør gennemlæses af en person med fagkendskab for at sikre den faglige korrekthed.

U-461 er ubådsmuseet i Peenemündes pennantnummer for deres sovjetiske undervandsbåd af Juliett-klassen. Klassen var Sovjetunionens største dieseldrevne ubåd med atommissiler.
Den har haft flere navne Juliett U-461, Projekt 651 og K-24.
Efter den kolde krig blev U-461 købt af Tyskland i 1994.
Ubåden lå en tid indtil 1997 ved Kalvebod Brygge og blev besøgt af mange, men har siden 1998 ligget i Peenemünde havn, verdens største ubådsmuseum.
Atommissilerne var radiostyrede og havde en rækkevidde på ca. 500 km.
Skulle man ud over horisonten, var et fly nødvendigt for at styre missilet.

## Tekniske data
- Byggeår ca. 1961
- Vægt 4.127 ton
- Længde 85,90 meter
- Bredde 9,70 meter
- Maksimal dykkedybde 300 meter
- Besætning 78-82 mand
- Maks. rækkevidde 18.000 sømil
- Maks. overfladehastighed 15,5 knob
- Maks. undervandshastighed 18 knob med elektriske motorer.
- Hovedmotorer 2 stk. dieselmotorer på 4.000 hk per stk. (8.000 hk)
- Hovedmotorer 2 stk. elektriske motorer på 6.000 hk per stk. (12.000 hk)
- Toiletter 3 stk.
- Brusebad 1 stk.
- Kabys ca. 3 m × 2 m.
- Hele besætningen måtte leve under små forhold. Det gjaldt også kaptajnen. Han kunne ikke ligge udstrakt.

Han havde mulighed for at afslutte alt liv på U-461 med en ventil, der udsendte kulilte.

## Ekstern henvisning
- Juliett U-461

54°08′05.2″N 13°45′59.6″Ø / 54.134778°N 13.766556°Ø